# Fox40

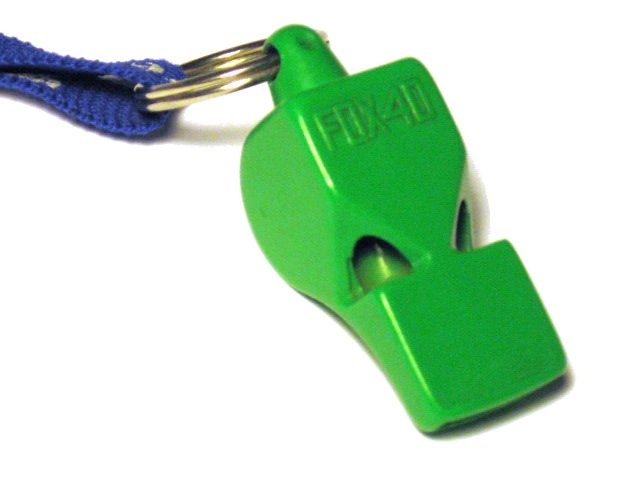
Un sifflet Fox 40 datant de la fin des années 1980.

La société Fox 40 International Inc. a été fondée par Ron Foxcroft à Hamilton au Canada. Elle est principalement connue pour ses sifflets d'arbitre, mais produit également d'autre types d'objets comme des protège-dents, des tableaux noirs, des produits imprimés à la demande, des accessoires de sécurité pour la marine et des trousses de premiers soins[réf. nécessaire].

## Histoire

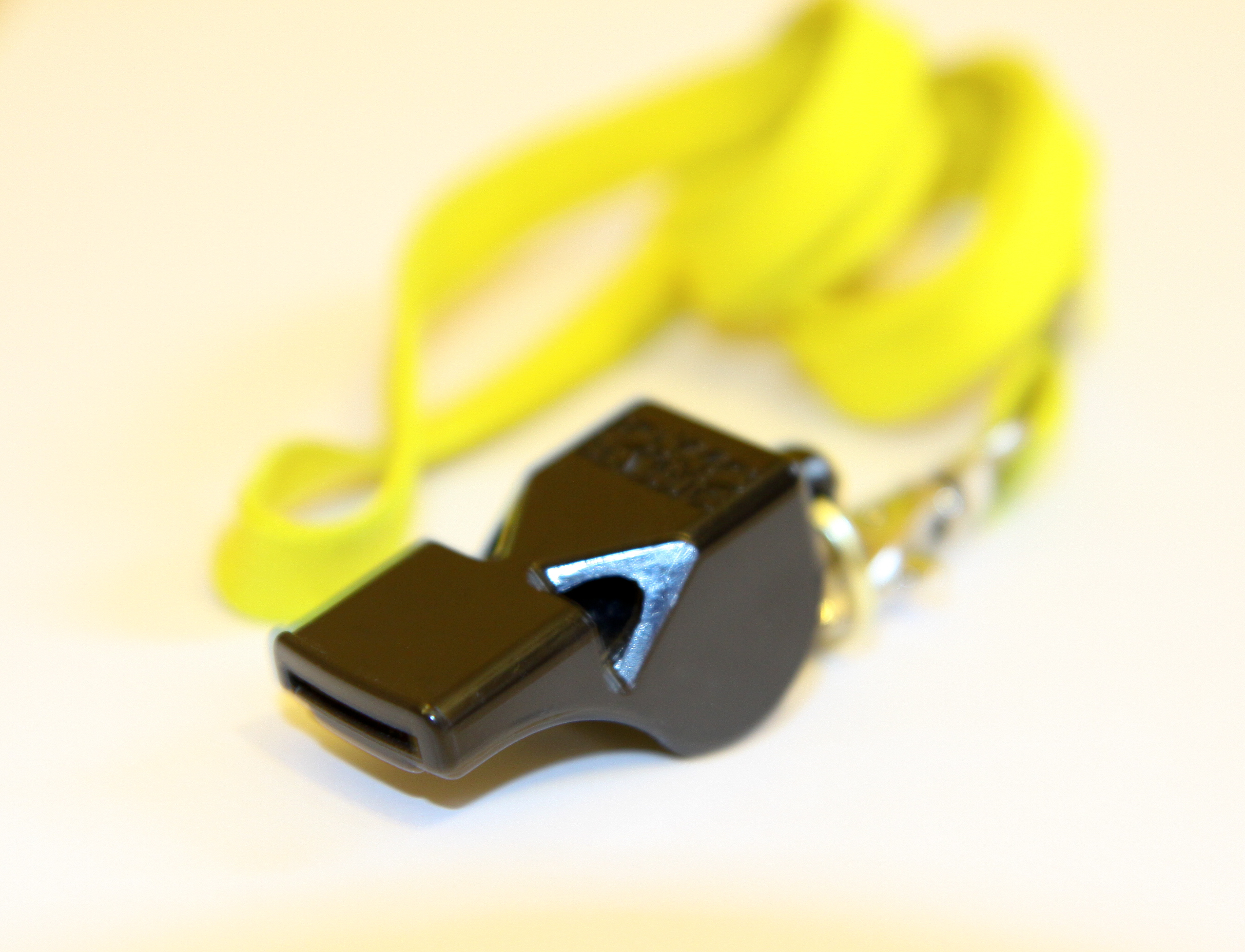
Un sifflet Fox 40 de 2010.

À l'âge de 17 ans, Ron Foxcroft est contraint de cesser de jouer au football à cause d'une blessure. Par la suite, il se met à arbitrer des rencontres de basket-ball. Il constate alors qu'un accessoire clé de la profession, le sifflet, n'est pas fiable. Il s'aperçoit en effet qu'il n'arrive souvent pas à couvrir le son d'une foule bruyante lorsqu'il souffle dans un sifflet. Un exemple célèbre d'un tel problème survient lorsqu'il est trahi par son sifflet durant la finale olympique de basket-ball de 1976 à Montréal : alors qu'il veut signaler une faute, aucun son ne sort de son sifflet[réf. nécessaire].
Foxcroft cherche alors à résoudre ce problème et, à la recherche d'un meilleur sifflet, contacte une entreprise de matières plastiques. L'entreprise accepte de l'aider à fabriquer un produit, mais à condition qu'il en assure la conception. Foxcroft engage Chuck Shepherd, un designer industriel, pour concevoir le sifflet. Après plus de 14 prototypes, une solution est trouvée. Un brevet est déposé par Chuck, sous son nom complet, Charles G. Shepherd, le 6 octobre 1998 sous le numéro 5816186.
Foxcroft présente le sifflet Fox 40 aux arbitres lors des Jeux panaméricains de 1987 à Indianapolis. Avant la fin des jeux, Foxcroft dispose de 20 000 commandes de sifflets[réf. nécessaire].
Le Fox 40 devient dans les années 1990 la technologie de référence pour les sifflets d'arbitre, et se vend à hauteur de 40 000 sifflets par jour dans 140 pays[réf. nécessaire].

## Technologie sans bille

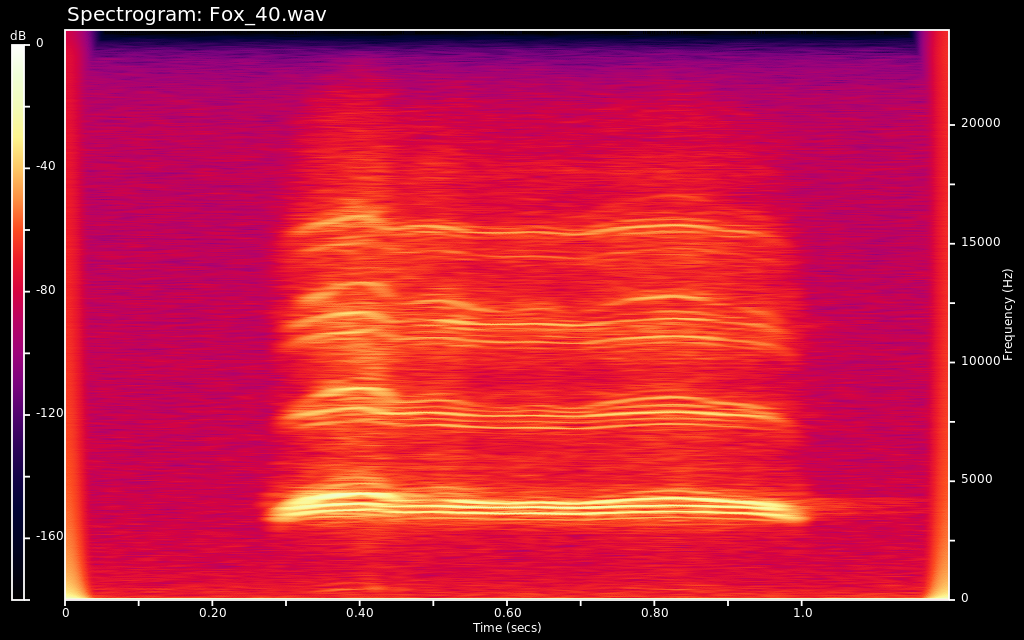
Sonagramme d'un coup de sifflet Fox 40.

Le sifflet Fox 40 tire ses qualités de sa conception sans bille par Foxcroft et Shepherd. Un sifflet utilise normalement une petite bille à l'intérieur d'une cavité cylindrique, dont le passage répété devant l'entrée du flux d'air provoque le trille du sifflet. Ce type de sifflet à bille produit un son moins puissant et a souvent tendance à s'encrasser avec de la poussière, de la salive, de l'eau ou de la glace. Un souffle violent peut bloquer la bille dans la cavité et couper le son du sifflet.
Le Fox 40 n'utilise pas de bille et ne possède aucune partie mobile, empêchant ainsi le blocage ou la réduction du son. Le flux d'air entrant dans le sifflet est séparé en deux parties, de manière à produire deux flux qui sont ensuite recombinés pour générer des interférences entre eux, ce qui produit le trille. Il peut être trempé dans l'eau : une fois revenu à l'air, il est de nouveau possible de siffler immédiatement, car l'eau ne reste pas piégée dans ses cavités.
Le nombre 40 dans le nom du sifflet fait référence à la fréquence en entrée de la triple cavité.